# Opatrini
Opatrini (лат.) — триба жесткокрылых из семейства чернотелок подсемейства Tenebrioninae.

## Описание
Основания вертлугов передних ног удлиненные. Голени в шиповидных щетинках. Обычно лапки узкие, иногда у самцов лапки передних ног расширены. Эдеагус из трёх склеритов.

## Классификация
В мировой фауне около 2000 видов в 4 или 6 подтрибах: Ammobiina Desbrochers des Loges, 1902, Blapstinina Mulsant & Rey, 1853, Heterotarsina Blanchard, 1845, Neopachypterina Bouchard, Löbl & Merkl, 2007, Opatrina Brullé, 1832, Sclerina Lacordaire, 1859, Stizopodina Lacordaire, 1859. В 2021 году Opatrini и шесть других триб были перенесены из Tenebrioninae в возрожденное подсемейство Blaptinae. В 2023 году была восстановлена подтриба Stenolamina для рода Stenolamus.
- Aconobius Casey, 1895 (Северная Африка)
- Adavius Mulsant & Rey, 1859 (Палеарктика и юго-вост. Азия)
- Adoryacus Koch, 1963 (тропики Африки)
- Amathobius Gebien, 1920 (тропики Африки)
- Amblysphagus Fairmaire, 1896 (тропики Африки и юго-вост. Азия)
- Ammidium Erichson, 1843 (тропики Африки)
- Ammobius Guérin-Méneville, 1844 (Палеарктика и юго-вост. Азия)
- Ammodonus Mulsant & Rey, 1859 (Северная Африка и Неотропика)
- Amphithrixoides Bouchard & Löbl, 2008 (Палеарктика)
- Anatrum Reichardt, 1936 (Палеарктика)
- Arabammobius Grimm & Lillig, 2020 (Палеарктика и тропики Африки)
- Asiocaedius G.S. Medvedev & Nepesova, 1985 (Палеарктика)
- Austrocaribius Marcuzzi, 1954 (Неотропика)
- Blacodatus Koch, 1963 (тропики Африки)
- Blapstinus Dejean, 1821 (Северная Африка, Неотропика, и Океания)
- Blenosia Laporte, 1840 (тропики Африки)
- Brachyesthes Fairmaire, 1868 (Палеарктика и юго-вост. Азия)
- Brachyidium Fairmaire, 1883 (юго-вост. Азия, Австралазия, и Океания)
- Caediexis Lebedev, 1932 (Палеарктика)
- Caediomorpha Blackburn, 1888 (Австралазия)
- Caedius Blanchard, 1845 (Палеарктика, тропики Африки, юго-вост. Азия, и Австралазия)
- Calaharena Koch, 1963 (тропики Африки)
- Cenophorus Mulsant & Rey, 1859 (Неотропика)
- Clitobius Mulsant & Rey, 1859 (Палеарктика и тропики Африки)
- Coeloecetes Blair, 1929 (юго-вост. Азия)
- Conibiosoma Casey, 1890 (Северная Африка)
- Conibius LeConte, 1851 (Северная Африка, Неотропика, и Океания)
- Corinta Koch, 1950 (тропики Африки)
- Cornopterus Koch, 1950 (тропики Африки)
- Crististibes Koch, 1963 (тропики Африки)
- Cybotus Casey, 1890 (Неотропика)
- Cyptus Gerstaecker, 1871 (Палеарктика и тропики Африки)
- Diaderma Koch, 1960 (тропики Африки)
- Diastolinus Mulsant & Rey, 1859 (Неотропика)
- Dilamus Jacquelin du Val, 1861 (Палеарктика и тропики Африки)
- Diphyrrhynchus Fairmaire, 1849 (Палеарктика, тропики Африки, юго-вост. Азия, Австралазия, и Океания)
- Eichleria Kaminski, 2015 (тропики Африки)
- Emmalus Erichson, 1843 (тропики Африки)
- Ephalus LeConte, 1862 (Северная Африка и Неотропика)
- Eremostibes Koch, 1963 (тропики Африки)
- Eumylada Reitter, 1904 (Палеарктика)
- Eurycaulus Fairmaire, 1868 (Палеарктика и тропики Африки)
- Falsammidium Koch, 1960 (тропики Африки)
- Falsocaedius Español, 1943 (Палеарктика)
- Falsolobodera Kaszab, 1967 (Палеарктика)
- Freyula Koch, 1959 (тропики Африки)
- Goajiria Ivie & Hart, 2016 (Неотропика)
- Gonocephalum Solier, 1834 (Северная Африка, тропики Африки, юго-вост. Азия, Австралазия, и Океания)
- Hadrodes Wollaston, 1877 (Палеарктика)
- Hadrophasis Ferrer, 1992 (тропики Африки)
- Helenomelas Ardoin, 1972 (Палеарктика)
- Helibatus Mulsant & Rey, 1859 (тропики Африки)
- Heterocheira Dejean, 1836 (тропики Африки и Австралазия)
- Heterotarsus Latreille, 1829 (Палеарктика, тропики Африки, и юго-вост. Азия)
- Hovarygmus Fairmaire, 1898 (тропики Африки)
- Hummelinckia Marcuzzi, 1954 (Неотропика)
- Jintaium Ren, 1999 (Палеарктика)
- Luebbertia Koch, 1963 (тропики Африки)
- Mateuina Español, 1944 (Палеарктика)
- Melanesthes Dejean, 1834 (Палеарктика)
- Melanocoma Wollaston, 1868 (тропики Африки)
- Mesomorphus Miedel, 1880 (Палеарктика, тропики Африки, юго-вост. Азия, Австралазия, и Океания)
- Messoricolum Koch, 1960 (тропики Африки)
- Microstizopus Koch, 1963 (тропики Африки)
- Moragacinella Español, 1954 (Палеарктика)
- Myladina Reitter, 1889 (Палеарктика)
- Namazopus Koch, 1963 (тропики Африки)
- Nemanes Fairmaire, 1888 (тропики Африки)
- Neopachypterus Bouchard, Löbl & Merkl, 2007 (Палеарктика и юго-вост. Азия)
- Nesocaedius Kolbe, 1915 (Палеарктика и юго-вост. Азия)
- Nevisia Marcuzzi, 1986 (Неотропика)
- Nocibiotes Casey, 1895 (Северная Африка)
- Notibius LeConte, 1851 (Северная Африка)
- Opatroides Brullé, 1832 (Северная Африка, тропики Африки, юго-вост. Азия, и Австралазия)
- Opatrum Fabricius, 1775 (Палеарктика)
- Pachymastus Fairmaire, 1896 (тропики Африки)
- Parastizopus Gebien, 1938 (тропики Африки)
- Penthicinus Reitter, 1896 (Палеарктика)
- Penthicus Faldermann, 1836 (Палеарктика и тропики Африки)
- Periloma Gebien, 1938 (тропики Африки)
- Perithrix Fairmaire, 1879 (Палеарктика)
- Phelopatrum Marseul, 1876 (Палеарктика)
- Planostibes Gemminger, 1870 (тропики Африки)
- Platylus Mulsant & Rey, 1859 (Неотропика)
- Platynosum Mulsant & Rey, 1859 (Палеарктика)
- Platyprocnemis Español & Lindberg, 1963 (тропики Африки)
- Plesioderes Mulsant & Rey, 1859 (тропики Африки и юго-вост. Азия)
- Pocadiopsis Fairmaire, 1896 (юго-вост. Азия)
- Polycoelogastridion Reichardt, 1936 (Палеарктика и юго-вост. Азия)
- Prodilamus Ardoin, 1969 (Палеарктика и тропики Африки)
- Proscheimus Desbrochers des Loges, 1881 (Палеарктика)
- Psammestus Reichardt, 1936 (Палеарктика)
- Psammogaster Koch, 1953 (тропики Африки)
- Pseudolamus Fairmaire, 1874 (Палеарктика)
- Pseudoleichenum Ardoin, 1972 (тропики Африки)
- Raynalius Chatanay, 1912 (тропики Африки)
- Reichardtiellina Kaszab, 1982 (Палеарктика)
- Scleroides Fairmaire, 1883 (Австралазия)
- Scleropatroides Löbl & Merkl, 2003 (Палеарктика, тропики Африки, и юго-вост. Азия)
- Scleropatrum Reitter, 1887 (Палеарктика и юго-вост. Азия)
- Sclerum Dejean, 1834 (Палеарктика, тропики Африки, и юго-вост. Азия)
- Scymena Pascoe, 1866 (Австралазия)
- Sinorus Mulsant & Revelière, 1861 (Палеарктика)
- Sobas Pascoe, 1863 (Австралазия)
- Socotropatrum Koch, 1970 (тропики Африки)
- Sphaerostibes Koch, 1963 (тропики Африки)
- Stizopus Erichson, 1843 (тропики Африки)
- Sulpius Fairmaire, 1906 (тропики Африки)
- Syntyphlus Koch, 1953 (тропики Африки)
- Tarphiophasis Wollaston, 1877 (тропики Африки)
- Tidiguinia Español, 1959 (Палеарктика)
- Tonibiastes Casey, 1895 (Северная Африка)
- Tonibius Casey, 1895 (Северная Африка)
- Trichosternum Wollaston, 1861 (тропики Африки)
- Trichoton Hope, 1841 (Северная Африка и Неотропика)
- Trigonopilus Fairmaire, 1893 (юго-вост. Азия)
- Trigonopoda Gebien, 1914 (юго-вост. Азия)
- Ulus Horn, 1870 (Северная Африка и Неотропика)
- Weisea Semenov, 1891 (Палеарктика)
- Wolladrus Iwan & Kaminski, 2016 (Палеарктика)
- Xerolinus Ivie & Hart, 2016 (Неотропика)
- † Eupachypterus Kirejtshuk, Nabozhenko & Nel, 2010
- † Palaeosclerum Nabozhenko & Kirejtshuk, 2017

## Палеонтология
Древнейшие представители найдены эоцене. Известны также находки в отложениях палеоцена Франции.